# 히어로즈의 에피소드 목록
NBC의 공상과학 텔레비전 드라마 시리즈물인 《히어로즈》는 전 세계에 있는 초인적 힘을 가진 사람들의 삶과 이와 관련된 에피소드를 다루고 있다. 미국과 캐나다에서 2006년 9월 25일에 첫 회가 방영되었다. 시즌1은 2007년 8월 28일에 DVD로 발매되었다. 시즌2는 2008년 8월 26일에 DVD와 시즌1의 블루레이 디스크와 함께 발매되었다.
히어로즈의 시즌은 "장"으로 구성되어 있다. 시즌1은 23개의 에피소드로 구성되어 있는 Genesis라는 하나의 장으로 되어 있다. 시즌2는 세 개의 장으로 구성되어 있는데 각각의 이름은 Generations, Exodus, Villains이다. 이 중 Exodus는 시청자들의 비평과 2007-2008 미국 작가노조 파업으로 인해 중단되었고, Villains 은 시즌3으로 넘어가게 되었다. 그 결과, 시즌2는 NBC에서 일반적으로 편성하는 13개보다 적은 11개의 에피소드로 구성되어 있다. 시즌3은 25개의 에피소드로 구성됐다. 시즌3는 재방송 없이 진행된다. 전반의 13개 에피소드는 세 번째 장으로 Villains이라 불리며, 12개의 에피소드로 구성된 네 번째 장은 Fugitives이다. 첫 번째 에피소드는 2008년 9월 22일에, 네 번째 장의 첫 에피소드는 2009년 2월에 방영됐다.

## 개요
| 시즌 | 시즌 | 제목                    | 에피소드 | 첫 방영         | 마지막 방영      | DVD 발매일      | DVD 발매일       | DVD 발매일      |
| 시즌 | 시즌 | 제목                    | 에피소드 | 첫 방영         | 마지막 방영      | 지역 1          | 지역 2           | 지역 4          |
| ---- | ---- | ----------------------- | -------- | --------------- | ---------------- | --------------- | ---------------- | --------------- |
|      | 1    | 1장 : 창세기(Genesis)   | 23       | 2006년 9월 25일 | 2007년 5월 21일  | 2007년 8월 28일 | 2007년 12월 10일 | 2007년 9월 19일 |
|      | 2    | 2장 : 발생(Generations) | 11       | 2007년 9월 24일 | 2007년 12월 3일  | 2008년 8월 26일 | 2008년 7월 28일  | 2008년 10월 1일 |
|      | 3    | 3장 : 악당(Villains)    | 13       | 2008년 9월 22일 | 2008년 12월 15일 | TBA             | TBA              | TBA             |
|      | 3    | 4장 : 도망자(Fugitives) | 12       | 2009년 2월 2일  | 2009년 4월 20일  | TBA             | TBA              | TBA             |

- 지역 1 : 미국, 캐나다, 미 해외 영토, 버뮤다
- 지역 2 : 중앙유럽 및 서유럽, 서아시아, 영국, 터키, 프랑스 해외 영토, 일본, 이집트, 남아프리카 공화국, 에스와티니
- 지역 4 : 오세아니아, 중앙아프리카, 남아메리카

## 시즌

### 시즌1: 2006-2007
| # | 제목                         | 각본                      | 감독                  | 원 방영일             | PC                    |
| 1장 : 창세기(Genesis) | 1장 : 창세기(Genesis)        | 1장 : 창세기(Genesis)     | 1장 : 창세기(Genesis) | 1장 : 창세기(Genesis) | 1장 : 창세기(Genesis) |
| --- | ---------------------------- | ------------------------- | --------------------- | --------------------- | --------------------- |
| 1 | Genesis                      | 팀 크링                   | David Semel           | 2006년 9월 25일       | 101                   |
| 모힌더박사가 부친의 사망소식을 듣게되고, 특별한 능력을 가진 이들이 각 나라에 나타나고 있음을 알게 된다. 클레어(고등하교 치어리더)는 파괴되지 않는 무한재생능력을 깨닫는다. 피터는 하늘을 나는 꿈을 꾸며 자신이 특별한 능력을 지닌 것이 아닌가 의심하게 된다. 아이삭은 마약에 취하여 그린 그림이 현실에서 발생하는 것을 발견하고, 도쿄에 있던 히로는 시공간여행을 통하여 뉴욕에 간다. Yatta! |                              |                           |                       |                       |                       |
| |                              |                           |                       |                       |                       |
| 2 | Don't Look Back              | 팀 크링                   | 앨런 아커시           | 2006년 10월 2일       | 102                   |
| 피터는 빌딩 뒤에서 뛰어내리지만, 네이슨이 날아올라서 잡아준다. 맷은 다른 누구도 듣지못하는 소리를 듣고, 소녀(몰리 워커)를 구하게 되지만 FBI의 의심을 받는다. 히로는 뉴욕 시내 관광중에 자신의 운명을 결정할 만화책 9thwonders를 발견하게 되고, 미래 아이삭의 죽음을 목격한다. 모힌더는 뉴욕에서 실마리를 풀어줄 아버지의 친구를 만난다. |                              |                           |                       |                       |                       |
| |                              |                           |                       |                       |                       |
| 3 | One Giant Leap               | 제프 로브                 | 그레그 비먼           | 2006년 10월 9일       | 103                   |
| 니키는 시어머니와의 소원한 관계에서 실마리를 찾으려고 하지만, 원하는 결과를 얻지는 못한다. 모힌더는 사일러의 아파트에서 수많은 상징들을 발견하게 되지만, 그들이 돌아온 순간 흔적도 없이 사라져 버린다. 맷은 FBI와 함께 일하며 사일러와 부딧히게 되지만, 그를 잡지는 못한다. 클레어는 승리축하 자리에게서 쿼터백에게 사고를 당하게 되고, 부검실에서 깨어난다. 피터는 그의 능력을 발견하려고 발버둥치는 한편, 시몬과 붉은 우산 아래서 낭만적인 키스를 나눈다. 히로는 현재로 돌아와 안도와 함께 9thwonders에 그려진 대로 운명의 여행을 시작한다. |                              |                           |                       |                       |                       |
| |                              |                           |                       |                       |                       |
| 4 | Collision                    | 브라이언 풀러             | 어니스트 디커슨       | 2006년 10월 16일      | 104                   |
| 맷은 바에서 쓰러진 후 베넷과 얼굴을 마주하고 깨어난다. 클레어는 학교로 돌아가고, 브로디에게 차량사고를 통한 복수를 단행한다. 니키는 린더만의 지령으로 네이슨을 만나 므흣한 밤을 보낸다(동영상 유포는 없다). 모힌더는 린더만에게 모욕을 당하고 피터와 만나지만 그의 능력을 반신반의 한다. 아이삭은 시리즈로 연계되는 치어리더에 대한 그림을 그리게 된다. 피터에게 미래의 히로가 찾아온다. |                              |                           |                       |                       |                       |
| |                              |                           |                       |                       |                       |
| 5 | Hiros                        | 마이클 그린               | 폴 샤피로             | 2006년 10월 23일      | 105                   |
| 미래의 히로는 피터에게 치어리더를 구하고, 세상을 구하라고 한다. 네이슨은 베넷에게 납치당할 위기상황에서 하늘을 날아 올라 탈출하고, 히로를 만납니다. 니키는 린더만으로부터 자유로워 지지만, DL이 나타난다. 클레어는 차량사고에서 살아나고, 브로디는 베넷에게 혼이 난다. 맷은 마눌님과 상큼한 하루를 보내지만, 그의 특별한 능력으로 인하여 괴로워 한다. |                              |                           |                       |                       |                       |
| |                              |                           |                       |                       |                       |
| 6 | Better Halves                | Natalie Chaidez           | 그레그 비먼           | 2006년 10월 30일      | 106                   |
| 히로에게 메시지를 전한 피터와 아이삭은 그림을 맞추어 나가며 이후 발생할 일에 대한 실마리를 풀려고 한다. DL과 니키가 돈세탁업자를 찾아왔을 때, 그들은 살해되어있었다. 모힌더는 아버지의 유해를 가지고 인도로 떠난다. 니키의 자아가 깨어난다. |                              |                           |                       |                       |                       |
| |                              |                           |                       |                       |                       |
| 7 | Nothing to Hide              | 제시 알렉산더             | Donna Deitch          | 2006년 11월 6일       | 107                   |
| 피터가 시몬 아버지의 꿈을 꾸는 순간 시몬이 그에게 자신의 아버지가 죽었다는 소식을 알려준다. 니키는 자신의 언니에게 제시카에 대하여 얘기한다. 맷은 부인에게서 무언가 다른 목소리를 듣지만, 이후에 그것이 좋지않은 소식임을 알게 된다. 오드리는 사일러라고 확신한 사람이 전혀 다른 인물임을 알게 된다. 그는 테드였다. DL과 마이카, 히로는 교통사고현장에서 만나게 된다. 피너는 점심식사 자리에서 네이슨의 위기의 순간 구해준다. |                              |                           |                       |                       |                       |
| |                              |                           |                       |                       |                       |
| 8 | Seven Minutes to Midnight    | 팀 크링                   | 폴 에드워즈           | 2006년 11월 13일      | 108                   |
| 모힌더는 아버지의 장례를 위해 인도로 돌아오고, 꿈과 현실이 뒤엉킨 경험 속에서 그에게 누이가 있었다는 사실을 알게 됩니다. 이든은 아이삭이 마약 없이 그림을 그릴 수 있도록 돕는다. 맷은 테드를 만나 자신의 경험을 이야기한다. 히로는 찰리를 만나지만, 찰리는 사일러에게 살해당한다. |                              |                           |                       |                       |                       |
| |                              |                           |                       |                       |                       |
| 9 | Homecoming                   | 애덤 아머스 & 케이 포스터 | 그레그 비먼           | 2006년 11월 20일      | 109                   |
| 네이슨을 피터를 보호하기 위하여 그림을 손상시키지만, 시몬은 피터에게 디지털 사진을 보여준다. 안도는 히로를 기다린다. 제시카는 마이카를 데려간 DL을 공격하고, 모힌더는 그의 운명을 결심하고 실행에 옮긴다. 클레어와 피터는 사일러와 홈커밍데이에서 만나게 된다. 피터가 치어리더를 구한다. |                              |                           |                       |                       |                       |
| |                              |                           |                       |                       |                       |
| 10 | Six Months Ago               | Aron Eli Coleite          | 앨런 아커시           | 2006년 11월 27일      | 110                   |
| 이번 에피소드는 6개월 전의 상황을 보여주며, 사일러의 탄생을 알려준다. 찬드라 수레쉬는 진화된 인간에 대한 연구를 진행하던 중 사일러를 만난다. 히로는 찰리를 찾아와서 사랑하는 마음을 가지지만, 이루어지지 않는다. 클레어는 자신에게 뭔가 다른 능력이 있음을 깨닫는다. 니키는 그의 가족을 만나지만, 결말은 좋지않다. |                              |                           |                       |                       |                       |
| |                              |                           |                       |                       |                       |
| 11 | Fallout                      | 조 퍼캐스키               | John Badham           | 2006년 12월 4일       | 111                   |
| 맷과 오드리는 사일러의 행방을 쫓게 되지만, 실마리가 풀리지 않는다. 피터는 자신이 행한 일에 대한 해답이 세상을 구하는 것인지 고민하고, 꿈을 꿉다(BOOM~). 클레어는 아버지 베넷이 기억을 지우고 있다는 사실을 알게 된다. 베넷은 사일러를 잡게되고, 이든은 사일러를 자살시키려 하지만, 실패한다. 히로와 안도는 아이삭을 만나고, 켄세이의 칼을 찾기위한 새로운 여행길을 찾게 된다. |                              |                           |                       |                       |                       |
| |                              |                           |                       |                       |                       |
| 12 | Godsend                      | 폴 샤피로                 | 팀 크링               | 2007년 1월 22일       | 112                   |
| 피터가 혼수상태에 있을 때, 네이슨은 꿈에 관한 실마리를 찾아나선다. 니키는 독방에 감금되고, 제시카와의 투쟁이 시작된다. 히로는 칼은 박물관에서 훔친다. 피터는 투명한 아저씨(클로드)를 만난다. |                              |                           |                       |                       |                       |
| |                              |                           |                       |                       |                       |
| 13 | The Fix                      | Natalie Chaidez           | 테런스 오하라         | 2007년 1월 29일       | 113                   |
| 사일로의 새로운 탄생은 어쩌면 바퀴벌레의 순간 사망전술을 이용한 얄팍한 의사속이기를 통하여 베넷과 정면으로 만나게 됩니다. 피터는 클로드가 범상치않은 사람이며, 교육자임을 깨닫고 그와 함께 새로운 모험을 떠나게 된다. 히로는 중간에 납치되어 '엄청난 거물'인 아버지를 만납니다. 마이카. 이녀석... ATM을 상당히 긍정적인 용도로 사용한다.. |                              |                           |                       |                       |                       |
| |                              |                           |                       |                       |                       |
| 14 | Distractions                 | 마이클 그린               | 자노 슈와르크         | 2007년 2월 5일        | 114                   |
| 피터는 클로드에게 스파르타식 훈련을 받는다. 히로는 아버지에게 새로운 CEO를 소개한 후 여행을 지속한다. 베넷은 사일러와 입장이 바뀌게 되고, 사일러는 클레어를 찾아간다. 니키는 여전히 제시카와 투쟁! 하고, 클레어는 그녀의 생물학적 엄마. 고든을 만납니다. |                              |                           |                       |                       |                       |
| |                              |                           |                       |                       |                       |
| 15 | Run!                         | 애덤 아머스 & 케이 포스터 | 록샌 도슨             | 2007년 2월 12일       | 115                   |
| 네이슨은 고든으로부터 굉장한 내용인 딸에 대한 전화를 받게 된다. 클레어는 수족관 티켓 위조로 베넷으로부터 외출금지를 당하게 되고, 제시카는 린더만의 암살의뢰를 받아들인다. 히로와 안도는 호텔에서 착한일을 좀 해보려고 하고, 모힌더는 새로운 능력자를 찾게 되지만, 사일러가. 먼저 선수를 친다. |                              |                           |                       |                       |                       |
| |                              |                           |                       |                       |                       |
| 16 | Unexpected                   | 제프 로브                 | 그레그 비먼           | 2007년 2월 19일       | 116                   |
| 실직상태의 맷은 경호업을 시작하지만, 제시카의 한방에 나가떨어지는 신세가 된다. 피터는 스승 요다(클로드)로부터 허공 날아 택시에 안착하기 기술을 연마한다. 사일로는 그 사이 물질분해능력을 습득하며, 수레쉬 박사와 함께 새로운 능력자를 찾는 여행을 시작한다. 한편, 클레어의 엄마는 과도한 기억지우기로 인하여 순간 기억상실에 괴로워 한다. |                              |                           |                       |                       |                       |
| |                              |                           |                       |                       |                       |
| 17 | Company Man                  | 브라이언 풀러             | 앨런 아커시           | 2007년 2월 25일       | 117                   |
| 클레어 아빠, 회사원임이 밝혀지며, 클레어가 베넷에게 맞겨진 사연이 밝혀진다. 테드 폭주하니 주위가 환해지고 뜨거워졌지만, 클레어가 위기의 순간을 극복한다.(베넷의 진한 가족애를 느낄 수 있는 에피소드다) |                              |                           |                       |                       |                       |
| |                              |                           |                       |                       |                       |
| 18 | Parasite                     | Christopher Zatta         | 케빈 브레이           | 2007년 3월 4일        | 118                   |
| 피터와 아이삭은 시몬의 죽음으로 인하여 각각 심적인 고통을 받는다. 아이티맨은 클레어의 안전을 확보하려 하지만, 예상하지 못한 방향으로 전개된다. 제시카는 린더만의 지시로 네이슨을 살해하려하지만 니키의 주도권 다툼으로 원하는 바를 달성하지 못한다. 히로는 드디어 칼을 얻게 된다. 네이슨은 린더만을 만나서 새로운 제안을 받는다. 모힌더는 연구와 복수사이에 방황하게 되고, 사일러와 피터는 다시 만난다. |                              |                           |                       |                       |                       |
| |                              |                           |                       |                       |                       |
| 19 | .07%                         | 척 김                     | 애덤 케인             | 2007년 4월 23일       | 119                   |
| 베넷과 맷, 테드는 회사를 방해하기 위하여 연합하게 된다. 린더만은 네이슨에게 자신의 계획을 밝힌다. 피터와 사일러의 싸움은 둘 다에게 치명적인 결과를 가져온다. 클레어는 자신의 생부인 네이슨을 만난다. 모힌더는 사일러를 멈출 방법을 찾는다. 미래에서 히로와 안도는 그릇된 원인을 찾아나선다 |                              |                           |                       |                       |                       |
| |                              |                           |                       |                       |                       |
| 20 | Five Years Gone              | 조 퍼캐스키               | 폴 에드워즈           | 2007년 4월 30일       | 120                   |
| 5년전에 뉴욕에서의 핵폭발은 일어나고, 5년후에 대통령은 네이슨이지만 사실은 그는 "사일러"였다. 또한, 피터의 여자 친구는 니키(제시카)이며, 현재의 히로는 맷에게 잡히게 되고, 맷은 히로가 두명이라는 사실을 알게 된다. 9thwonders 만화책을 보고 모힌더 박사는 히로를 구하게 되고, 미래의 히로는 맷의 총에 맞아 죽는다. |                              |                           |                       |                       |                       |
| |                              |                           |                       |                       |                       |
| 21 | The Hard Part                | Aron Eli Coleite          | John Badham           | 2007년 5월 7일        | 121                   |
| 히로와 안도는 사일러를 멈추게 하는 것을 시도한다. 모힌더는 톰슨과 결합하여 몰리에 대한 치료 방식을 찾는다. D.L과 제시카는 마이카를 찾아나선다. 사일러는 그의 어머니를 방문하기 위하여 집으로 돌아온다. 테드, 맷 및 베넛은 뉴욕에 회사의 추적시스템을 무능하게 하기 위하여 여행을 계속한다. |                              |                           |                       |                       |                       |
| |                              |                           |                       |                       |                       |
| 22 | Landslide                    | 제시 알렉산더             | 그레그 비먼           | 2007년 5월 14일       | 122                   |
| 히로와 안도는 부러진 칼을 수리하기 위하여 노력하고, 뜻하지 않은 방문객인 히로의 아버지를 만나다. 피터는 테드와 뉴욕시를 빠져나가려고 하지만, 실패한다. 네이슨은 마이카의 도움으로 압도적인 표차로 승리한다. 맥과 배넷은 워커시스템의 본체를 발견 하지만, 그 본체는 다른 아닌... |                              |                           |                       |                       |                       |
| |                              |                           |                       |                       |                       |
| 23 | How to Stop an Exploding Man | 팀 크링                   | 앨런 아커시           | 2007년 5월 21일       | 123                   |
| 니키와 DL은 마이카와 만난다. 맷과 모힌더, 베넷은 워커시스템으로 사일러의 위치를 찾아낸다. 피터는 꿈을 꾼다 안도는 사일러를 대면하게 된다. 커비빌딩에 모든 능력자들이 모인다. 맷, 니키, 히로, 피터는 사일러와 싸우게 되고 히로는 결국 칼로 사일러를 찔러버린다. 하지만 피터에게 가는 순간 아직 죽지 않은 사일러가 히로를 날려버리면서 히로는 어디론가 텔레포트해버린다. 결국 네이슨이 와서 피터를 안고 우주로 날아간다. 피터는 우주에서 폭발하게 된다.                                                                                         |                              |                           |                       |                       |                       |
| |                              |                           |                       |                       |                       |

### 시즌2: 2007
| # | 제목                      | 각본                            | 감독                    | 원 방영일               | PC                      |
| 2장 : 발생(Generations) | 2장 : 발생(Generations)   | 2장 : 발생(Generations)         | 2장 : 발생(Generations) | 2장 : 발생(Generations) | 2장 : 발생(Generations) |
| --- | ------------------------- | ------------------------------- | ----------------------- | ----------------------- | ----------------------- |
| 24 | Four Months Later...      | 팀 크링                         | 그레그 비먼             | 2007년 9월 24일         | 201                     |
| 2007년 3월, 수레쉬와 베넷은 컴퍼니를 무너뜨리려는 음모를 세웠다. 컴퍼니의 밥 비숍은 모힌더를 고용한다. 베넷 가족은 텍사스에서 캘리포니아로 이사한다. 맷 파크만은 부인이 바람을 피워 동료의 아이를 임신했기 때문에 부인과 이혼한다. 그리고 모힌더와 몰리를 키운다. 몰리는 그녀를 볼 수 있는 남자에 대한 악몽을 꾼다. 히로는 1671년의 일본에서 그의 우상인 켄세이를 만난다. 그러나 켄세이는 실제로 영국사람이었다. 쌍둥이인 마야와 알레한드로는 살인누명을 뒤집어쓰고 도망친다. 그리고 모힌더의 아버지를 만나기 위해 미국으로 가고자 한다. 이들은 모힌더의 아버지가 죽었다는 사실을 모르고 있다. 히로의 아버지인 카이토는 살해된다. 피터는 기억상실증에 걸린채로 아일랜드에 있다. 네이든은 알콜중독자가 되어간다. |                           |                                 |                         |                         |                         |
| |                           |                                 |                         |                         |                         |
| 25 | Lizards                   | 마이클 그린                     | 앨런 아커시             | 2007년 10월 1일         | 202                     |
| 피터는 자신의 능력을 사용하여 그를 구해준 사람들이 훔친 물건을 옮기는 걸 돕기로 한다. 아이티인은 베넷과 재결합한다. 마야는 불안하고 스트레스 받은 상태에서 손대지 않고 사람들을 살해하고, 알레한드로는 이들을 되살린다. 맷은 카이토의 죽음에 대해 앤젤라의 심문을 한다. 켄세이는 재생의 능력을 발견한다. |                           |                                 |                         |                         |                         |
| |                           |                                 |                         |                         |                         |
| 26 | Kindred                   | J.J. 필빈                       | 폴 에드워즈             | 2007년 10월 8일         | 203                     |
| D.L.은 사망한다. 니키는 뉴올리언스의 할머니에게 마이카를 맡긴다. 피터는 아일랜드 갱의 리더인 리키의 신뢰를 얻고, 리키의 동생 케이틀린과 사랑에 빠진다. 여덟 번의 수술 끝에 상일러는 멕시코에서 깨어나 캔디스와 마주본다. 사일러는 캔디스를 죽이지만 그는 능력을 잃었다. 히로는 켄세이가 영웅이 되는 걸 돕는다. |                           |                                 |                         |                         |                         |
| |                           |                                 |                         |                         |                         |
| 27 | The Kindness of Strangers | 팀 크링                         | 애덤 케인               | 2007년 10월 15일        | 204                     |
| 마이카의 사촌인 모니카 도슨은 자신의 능력을 발견한다. 맷은 네이든의 도움으로 카이토와 같은 컴퍼니의 설립자를 죽이는 남자에 대한 리스트를 작성한다. 맷은 아버지인 모리를 컴퍼니 설립자 사이에서 발견한다. 사일러는 뉴욕으로 가는 마야와 알레한드로의 여행에 동행한다. |                           |                                 |                         |                         |                         |
| |                           |                                 |                         |                         |                         |
| 28 | Fight or Flight           | 조이 블레이크 & 멀리사 블레이크 | 레슬리 글래터           | 2007년 10월 22일        | 205                     |
| 엘 비숍은 피터를 찾고 리키를 그녀의 능력인 전기로 죽이려 한다. 맷과 네이든은 몰리를 악몽에 몰아넣었던 모리를 찾아간다. 모리는 탈출하여 맷과 네이든은 악몽을 꾼다. 모힌더는 몰리를 치료를 위해 컴퍼니로 보내고, 노아 베넷은 실망한다. |                           |                                 |                         |                         |                         |
| |                           |                                 |                         |                         |                         |
| 29 | The Line                  | 애덤 아머스 & 케이 포스터       | 자노 슈와르크           | 2007년 10월 29일        | 206                     |
| 피터와 케이틀린은 피터의 소지품에서 티켓을 찾고, 그들은 몬트리올로 간다. 켄세이는 히로가 켄세이의 연인이었던 야에코와 키스한 걸 본 뒤로 히로를 배신한다. |                           |                                 |                         |                         |                         |
| |                           |                                 |                         |                         |                         |
| 30 | Out of Time               | Aron Eli Coleite                | Daniel Attias           | 2007년 11월 5일         | 207                     |
| 히로는 현재로 돌아온다. 피터는 우연히 그와 케이틀린을 1년뒤 미래의 뉴욕으로 순간이동시키고 세계 인구의 93%의 인구가 샨티바이러스에 의해 사라진 것을 본다. 피터는 우연히 순간이동을 하여 돌아와 아담 몬로라고 자신을 소개하는 켄세이를 만난다. 니키는 바이러스를 주입하고 모힌더는 그의 피가 치료에 효과가 없다는 걸 깨닫는다. 맷은 모리에게 패하고, 다른이의 생각을 조절할 수 있다는 것을 알게 된다. |                           |                                 |                         |                         |                         |
| |                           |                                 |                         |                         |                         |
| 31 | Four Months Ago...        | 팀 크링                         | 그레그 비먼             | 2007년 11월 12일        | 208                     |
| 이번 에피소드는 시즌1과 시즌2사이에 무슨 일이 있었는지 보여준다. 피터는 그가 컴퍼니의 엘에 의해 감금되고, 아담과 탈출하여 아이티인에 의해 지워진 기억을 회복한다. 니키의 또다른 이중인격은 D.L.을 살해한다. 마야의 능력이 드러나고, 이는 그녀와 알레한드로를 미국으로 향하게 한다. 현재, 피터는 그가 누군지 기억해낸다. |                           |                                 |                         |                         |                         |
| |                           |                                 |                         |                         |                         |
| 32 | Cautionary Tales          | 조 퍼캐스키                     | Greg Yaitanes           | 2007년 11월 19일        | 209                     |
| 베넷 가족은 컴퍼니가 그들을 찾기 전에 달아날 준비를 한다. 히로는 제때에 되돌아와 아담이 카이토를 죽이는 것을 확인한다. 모힌더는 컴퍼니 측에 붙고, 베넷의 눈에 총을 쏴 죽이지만, 베넷은 클레어의 피로 되살아난다. |                           |                                 |                         |                         |                         |
| |                           |                                 |                         |                         |                         |
| 33 | Truth & Consequences      | 제시 알렉산더                   | 애덤 케인               | 2007년 11월 26일        | 210                     |
| 아담과 피터는 샨티 바이러스가 텍사스에 있다는 걸 알게 된다. 사일러는 알레한드로를 죽이고, 마야는 능력을 조절하는 걸 알게 된다. 마야와 사일러는 뉴욕으로 온다. |                           |                                 |                         |                         |                         |
| |                           |                                 |                         |                         |                         |
| 34 | Powerless                 | 제프 로브                       | 앨런 아커시             | 2007년 12월 3일         | 211                     |
| 피터는 아담이 실제로는 바이러스를 퍼트리려고 했다는 것을 알게 되고, 그의 계획을 막는다. 히로는 아담을 순간이동으로 관에 넣어 산 채로 묻는다. 모니카는 불량배에게 납치되고 니키가 그녀를 구하지만, 화재로 인해 빠져나가지 못하고 건물이 폭파한다. 엘은 모힌더, 마야, 몰리를 사일러의 수중에서 구해낸다. 사일러는 클레어의 피를 이용해 능력을 회복한다. 네이든은 그의 능력을 대중에 알리기 위한 기자 회견을 열지만, 그는 이를 알리기 전에 총에 맞는다. |                           |                                 |                         |                         |                         |
| |                           |                                 |                         |                         |                         |

### 시즌3: 2008-2009
| # | 제목                      | 각본                           | 감독                 | 원 방영일            | PC                   |                      |
| 3장 : 악당(Villains) | 3장 : 악당(Villains)      | 3장 : 악당(Villains)           | 3장 : 악당(Villains) | 3장 : 악당(Villains) | 3장 : 악당(Villains) | 3장 : 악당(Villains) |
| --- | ------------------------- | ------------------------------ | -------------------- | -------------------- | -------------------- | -------------------- |
| — | Countdown to the Premiere | Various                        | Various              | 2008년 9월 22일      | 300                  |                      |
| 앞선 두 시즌에 대한 프리미어쇼이다. 시즌 프리미어 파티에서 각 배역들에 대한 인터뷰가 나온다. |                           |                                |                      |                      |                      |                      |
| |                           |                                |                      |                      |                      |                      |
| 35 | The Second Coming         | 팀 크링                        | 앨런 아커시          | 2008년 9월 22일      | 301                  |                      |
| 맷이 네이든에 총을 쏜 사람을 발견하는 동안, 사일러는 그의 능력을 복구하기 위해 클레어를 찾고, 히로는 나카무라 가족에 대한 비밀을 알게 되고, 이는 세계에 무시무시한 중요성을 가진다. |                           |                                |                      |                      |                      |                      |
| |                           |                                |                      |                      |                      |                      |
| 36 | The Butterfly Effect      | 팀 크링                        | 그레그 비먼          | 2008년 9월 22일      | 302                  |                      |
| 사일러는 컴퍼니에서 엘과 맞서고, 12명의 악당들이 둘의 대결 때문에 탈출한다. 그동안, 클레어는 그녀의 능력에 대한 많은 걸 알게 되고 안도는 히로와 파리로 다프네 밀브룩이라는 스피드스터를 추적한다. |                           |                                |                      |                      |                      |                      |
| |                           |                                |                      |                      |                      |                      |
| 37 | One of Us, One of Them    | 조 퍼캐스키                    | 세르기오 미미차게잔  | 2008년 9월 29일      | 303                  |                      |
| 베넷과 그의 새 파트너는 은행 강도를 벌이는 네명의 악당을 쫓아간다. 피터는 잘못된 미래를 고치기 위해 노력한다. 히로와 안도는 독일에서 아이티인을 만난다. 트레이시 스트라우스는 니키에 대한 정보를 찾는다. |                           |                                |                      |                      |                      |                      |
| |                           |                                |                      |                      |                      |                      |
| 38 | I Am Become Death         | Aron Eli Coleite               | 데이비드 본앵컨      | 2008년 10월 6일      | 304                  |                      |
| 미래의 클레어는 세계를 구하기 위해 (위험한 능력을 가진) 피터를 추적한다. 트레이시는 출생의 비밀을 알게 되고, 모힌더는 그의 능력에 대해 더 잘 알게 된다. 히로와 안도는 컴퍼니의 죄수를 탈출시키려 노력하고, 아담을 다시 파낸다. |                           |                                |                      |                      |                      |                      |
| |                           |                                |                      |                      |                      |                      |
| 39 | Angels and Monsters       | 애덤 아머스 & 케이 포스터      | 앤서니 헤밍웨이      | 2008년 10월 13일     | 305                  |                      |
| 클레어는 소용돌이를 발생시키는 탈출한 악당 스티븐 캔필드와 대면한다. 피터는 미래로부터 돌아오고, 그가 많은 영향을 끼쳤다는 것을 확인한다. 아담이 공식을 찾는데 도움이 되지 않자, 히로는 다프네와 녹스와 친구가 되기 위해 노력한다. 모힌더는 능력에 대한 연구의 오류를 수정하려고 노력하다 마야와 안좋은 관계에 놓인다. 린더만은 네이든에게 트레이시와 함께 있으라고 조언하고, 둘은 좋은 성과를 얻는다.                                                        |                           |                                |                      |                      |                      |                      |
| |                           |                                |                      |                      |                      |                      |
| 40 | Dying of the Light        | 척 김 & Christopher Zatta      | Daniel Attias        | 2008년 10월 20일     | 306                  |                      |
| 히로와 다른 이들은 파인허스트에 들어오라는 제안을 받아들인다. 컴퍼니가 마비된 후에, 피터는 정보를 얻기 위해 파인허스트로 찾아간다. 클레어와 산드라는 도일로부터 탈주한 악당 중 하나인 메레디스를 구하기 위해 노력한다. 네이든과 트레이시는 그들의 능력이 어디서 왔는지 알기 위해 모힌더를 찾아간다. |                           |                                |                      |                      |                      |                      |
| |                           |                                |                      |                      |                      |                      |
| 41 | Eris Quod Sum             | 제시 알렉산더                  | 자노 슈와르크        | 2008년 10월 27일     | 307                  |                      |
| 점점 괴물이 되어가는 모힌더는 마야와 다른 이들을 구하려는 네이든과 트레이시를 공격한다. 엘은 베넷 가족에 대해 놀란다. 앤젤라는 피터를 파인허스트로부터 구하기 위해 사일러를 설득한다. 다프네는 악당들에 합류하지 않는 맷을 죽이라고 명령을 받는다. 히로는 어떻게 상대를 다뤄야하는지에 대한 우수추의 조언에 대해 의심을 품는다. |                           |                                |                      |                      |                      |                      |
| |                           |                                |                      |                      |                      |                      |
| 42 | Villains                  | 롭 프레스코                    | 앨런 아커시          | 2008년 11월 10일     | 308                  |                      |
| 히로는 적과의 최종 결전을 준비하기 위해, 과거의 아서 페트렐리, 사일러, 플린트 고든에 대한 결정적 순간을 조사한다. 그는 메레디스 고든이 플린트의 누나인 것을 알게 되고, 아서 페트렐리가 명령했던 네이든의 살해는 네이든 부인인 헤이디의 부상으로 끝났고, 아서는 치명적인 심장마비로로부터 살아남는다. |                           |                                |                      |                      |                      |                      |
| |                           |                                |                      |                      |                      |                      |
| 43 | It's Coming               | 팀 크링                        | Greg Yaitanes        | 2008년 11월 17일     | 309                  |                      |
| 히로는 아서로부터 도망치지만, 기억을 잃고 자신이 10살인 줄 알고 있다. 아서는 피터와 클레어를 잡기 위해 녹스와 플린트를 보낸다. 안도는 히로의 능력을 회복하기 위해 돕는다. 네이든은 아버지를 만난 뒤 복잡한 심경이 되지만, 트레이시는 아서에게 네이든을 설득하겠다고 약속한다. 사일러는 공감을 얻기 위한 방법을 알게 되고 엘과 화해한다. 모힌더는 공식의 새로운 조합을 시험하기 시작하고 촉매가 필요하다는 것을 발견한다. 맷은 앤젤라를 혼수상태로부터 깨운다. |                           |                                |                      |                      |                      |                      |
| |                           |                                |                      |                      |                      |                      |
| 44 | The Eclipse, Part 1       | Aron Eli Coleite & 조 퍼캐스키 | 그레그 비먼          | 2008년 11월 24일     | 310                  |                      |
| 두 번째 일식이 모든 능력자의 능력을 사라지게 한다. 아서는 클레어를 잡기 위해 엘과 사일러를 보낸다. 클레어는 아버지와 함께 캔필드의 집에서 싸움의 기술을 훈련한다. 클레어는 엘의 총에 맞고 재생력이 작용하지 않는다. 피터와 네이든은 아이티인을 찾고 있고, 그 동안 맷, 히로, 안도는 사라진 다프네를 찾기 위해 뒤를 쫓는다. |                           |                                |                      |                      |                      |                      |
| |                           |                                |                      |                      |                      |                      |
| 45 | The Eclipse, Part 2       | Aron Eli Coleite & 조 퍼캐스키 | 홀리 데일            | 2008년 12월 1일      | 311                  |                      |
| 일식이 능력자의 능력에 계속 영향을 미치고, 노아는 상태가 나빠진 클레어를 위해 사일러와 엘에게 복수를 하려 한다. 네이든은 피터와 아이티인이 형인 바론 삼디를 제암하는 데 도움을 줄 동안 충격적 결정을 한다. 그동안 안도, 샘, 프랙은 9th Wonders! 만화책을 통해 히로의 기억을 회복시키려 하지만, 히로는 만화책에서 죽음을 본 후로 어른이 되는 걸 내키지 않아 한다.                                                                                              |                           |                                |                      |                      |                      |                      |
| |                           |                                |                      |                      |                      |                      |
| 46 | Our Father                | 애덤 아머스 & 케이 포스터      | 자노 슈와르크        | 2008년 12월 8일      | 312                  |                      |
| 아서를 막기 위해, 히로와 클레어는 16년 전에 히로의 아버지인 카이토와 아기인 클레어를 안은 노아가 만났던 때로 돌아간다. 피터는 아이티인과 아서를 막으려 하지만, 사일러에 의해 가로채기 당한다. 그동안 모힌더는 아서가 모든 걸 바꿀 수 있는 촉매를 얻고난 뒤에 공식에 대한 중대한 발전을 이룬다. 그리고 촉매는 영원히 사라진다. |                           |                                |                      |                      |                      |                      |
| |                           |                                |                      |                      |                      |                      |
| 47 | Dual                      | 제프 로브                      | 그레그 비먼          | 2008년 12월 15일     | 313                  |                      |
| 아서의 죽음 이후, 페트렐리 형제는 각각에 대한 자아를 찾게 되고 네이든은 세계에 영향을 끼칠 수 있는 결단을 한다. 사일러는 클레어, 노아, 메레디스, 앤젤라를 인질로 잡고, 프리마테크에서의 대결을 시작한다. 안도, 맷, 다프네는 히로를 과거에서 구하려는 노력을 계속하고, 모힌더는 그들의 유일한 희망을 완성한다. |                           |                                |                      |                      |                      |                      |
| |                           |                                |                      |                      |                      |                      |
| # | 제목                      | 각본                           | 감독                 | 원 방영일            | PC                   |                      |
| 4장 : 도망자(Fugitives) |                           |                                |                      |                      |                      |                      |

## 웹-기반 미니소드 목록

### Going Postal
| # | 제목            | 각본                 | 감독       | 원 방영일     |
| --- | --------------- | -------------------- | ---------- | ------------- |
| 1 | A Nifty Trick   | Yule Caise & 짐 마틴 | Yule Caise | July 14, 2008 |
| Two men from the Company confront mail carrier Echo De Mille who discovers his ability to manipulate sound. Echo severely injures one of them in self-defense.              |                 |                      |            |               |
| |                 |                      |            |               |
| 2 | The House Guest | Yule Caise & 짐 마틴 | Yule Caise | July 21, 2008 |
| Echo goes home to protect his girlfriend Gina, but a superpowered man from the Company—the "Constrictor", whom Echo had met earlier—arrives for another showdown with Echo. |                 |                      |            |               |
| |                 |                      |            |               |
| 3 | Let's Talk      | Yule Caise & 짐 마틴 | Yule Caise | July 28, 2008 |
| Echo sends Gina away and confronts those who are targeting him, but things do not go as he had expected.                                                                    |                 |                      |            |               |
| |                 |                      |            |               |

### Heroes: Destiny
| # | 제목         | 각본           | 감독                      | 원 방영일         |
| --- | ------------ | -------------- | ------------------------- | ----------------- |
| 1 | Let Us Pray  | Eagle Egilsson | 애덤 아머스 & 케이 포스터 | November 10, 2008 |
| Santiago discovers his abilities. |              |                |                           |                   |
| |              |                |                           |                   |
| 2 | Intervention | Eagle Egilsson | 애덤 아머스 & 케이 포스터 | November 17, 2008 |
| Believing his powers are divine, Santiago uses them to help people. But when a woman betrays him, he is captured by a secret organization. |              |                |                           |                   |
| |              |                |                           |                   |
| 3 | Capture      | Eagle Egilsson | 애덤 아머스 & 케이 포스터 | November 24, 2008 |
| Santiago's captors have a mission for him that he can't refuse.                                                                            |              |                |                           |                   |
| |              |                |                           |                   |
| 4 | Escape       | Eagle Egilsson | 애덤 아머스 & 케이 포스터 | December 1, 2008  |
| Santiago finds freedom in the sanctuary of family.                                                                                         |              |                |                           |                   |
| |              |                |                           |                   |

### The Recruit
| # | 제목                     | 각본    | 감독                | 원 방영일         |
| --- | ------------------------ | ------- | ------------------- | ----------------- |
| 1 | Private Mills            | 롭 하디 | 팀 케플러 & 짐 마틴 | December 15, 2008 |
| Super-soldier Rachel Mills survives the Pinehearst explosion—only to face Angela Petrelli.                                                                             |                          |         |                     |                   |
| |                          |         |                     |                   |
| 2 | It Was Nothing           | 롭 하디 | 팀 케플러 & 짐 마틴 | December 22, 2008 |
| The squad of marines inject themselves with the serum. |                          |         |                     |                   |
| |                          |         |                     |                   |
| 3 | We Do What We Have To Do | 롭 하디 | 팀 케플러 & 짐 마틴 | December 29, 2008 |
| Angela has a question that haunts Rachel: why did she kill the man she loved?                                                                                          |                          |         |                     |                   |
| |                          |         |                     |                   |
| 4 | Day of Reckoning         | 롭 하디 | 팀 케플러 & 짐 마틴 | January 5, 2009   |
| Angela asks about Rachel's mother's death and where Rachel was found after the Pinehearst incident. Rachel relives escaping from Pinehearst, but denies being special. |                          |         |                     |                   |
| |                          |         |                     |                   |
| 5 | The Truth Within         | 롭 하디 | 팀 케플러 & 짐 마틴 | January 12, 2009  |
| Rachel is released, armed with a newfound power. |                          |         |                     |                   |
| |                          |         |                     |                   |

### Hard Knox
| # | 제목             | 각본        | 감독        | 원 방영일         |
| --- | ---------------- | ----------- | ----------- | ----------------- |
| 1 | Choices          | 앨런 아커시 | 롭 프레스코 | December 22, 2008 |
| Matt Parkman wants street thug Knox to go straight, but it's not so easy.                                          |                  |             |             |                   |
| |                  |             |             |                   |
| 2 | Get Straight     | 앨런 아커시 | 롭 프레스코 | December 22, 2008 |
| Matt Parkman tries to convince Knox to leave gang life, while Knox's crew watches from a distance.                 |                  |             |             |                   |
| |                  |             |             |                   |
| 3 | Fear             | 앨런 아커시 | 롭 프레스코 | December 29, 2008 |
| Knox's crew leader tries to kill Knox, and Knox finds his abilities to feed off of fear and kills the crew leader. |                  |             |             |                   |
| |                  |             |             |                   |
| 4 | The Main Man Now | 앨런 아커시 | 롭 프레스코 | December 29, 2008 |
| Knox's crew gets a new boss.                                                                                       |                  |             |             |                   |
| |                  |             |             |                   |

### Nowhere Man
| # | 제목                     | 각본                    | 감독                | 원 방영일         |
| --- | ------------------------ | ----------------------- | ------------------- | ----------------- |
| 1 | "Puppet Master"          | 크리스 하나다 & 태너 킹 | 팀 케플러           | December 15, 2008 |
| With a new identity from Claire, Puppetmaster Eric Doyle tries to settle into a new life by working at Copy Kingdom. |                          |                         |                     |                   |
| |                          |                         |                     |                   |
| 2 | "Statement of Character" | 크리스 하나다 & 태너 킹 | 팀 케플러           | December 22, 2008 |
| Doyle's self-control is shattered by his boss.                                                                       |                          |                         |                     |                   |
| |                          |                         |                     |                   |
| 3 | "Pulling the Strings"    | 크리스 하나다 & 태너 킹 | 팀 케플러 & 짐 마틴 | December 29, 2008 |
| With his prospects for a normal life fading, Doyle takes matters into his own hands.                                 |                          |                         |                     |                   |
| |                          |                         |                     |                   |
| 4 | Day of Reckoning         | 크리스 하나다 & 태너 킹 | 팀 케플러           | January 5, 2009   |
| The Puppetmaster ties up loose ends.                                                                                 |                          |                         |                     |                   |
| |                          |                         |                     |                   |
| 5 | "The Whole Story"        | 크리스 하나다 & 태너 킹 | 팀 케플러           | May 29, 2009      |
| The entire 4 part story.                                                                                             |                          |                         |                     |                   |
| |                          |                         |                     |                   |